# Juan Pablo Valencia
Juan Pablo Valencia González (* 2. Mai 1988 in Medellín) ist ein ehemaliger kolumbianischer Radrennfahrer.

## Sportliche Laufbahn
Juan Pablo Valencia wurde 2010 kolumbianischer Meister im Straßenrennen der U23-Klasse.
Im Erwachsenenbereich fuhr Valencia am Ende der Saison 2012 als Stagiaire für das Professional Continental Team Colombia und belegte zweiten Platz beim Giro del Veneto hinter Oscar Gatto. Von 2013 bis 2015 fuhr er für dieses Team mit einem regulären Vertrag. Er startete bei der Vuelta a España 2015 und belegte in der Gesamtwertung Platz 87.

## Nach dem Sport
Nach dem Ende seiner Karriere 2015 zog Valencia nach Italien, wo er Anfang 2019 aufgrund des Verdachts auf Drogenhandel festgenommen wurde. In den Schläuchen seines Fahrrades fand die italienische Polizei zwei Beutel mit insgesamt 20 Gramm Kokain, bei einer Durchsuchung seines Hauses weitere 40 Gramm Kokain sowie eine größere Summe Bargeld.

## Erfolge
2010
- Kolumbianischer Meister – Straßenrennen (U23)